# Merry Gentry
A Merry Gentry urban fantasy sorozat. Szerzője Laurell K. Hamilton, a nagy sikerű Anita Blake sorozat írónője.

## Történet
|  | Alább a cselekmény részletei következnek! |

Meredith NicEssus, Essus lánya. Részben brownie, részben ember. Az első amerikai földön nevelkedett shide. Miután Andais nagynénje hatéves megpróbálta megfojtani, az apjával és nagymamájával elhagyták a tündérdombokat. Apját meggyilkolták, az elkövetőt nem kapták el. Meredith volt az első fae aki egyetemre járt. Jegyese több éven keresztül az Unseelie Sidhe Griffin volt, akit apja választott (az első szerelme) Galen helyett. Csak kihasználta a helyzetet, hogy megszakítsa több évszázadon át tartó cölibátusát. Szakítás után eladta az intim képeiket a sajtónak.
Meredith kénytelen volt magát megvédeni a párbajok és rokonai ellen, ezért Merry Gentry néven bujkált az emberek között. Los Angelesben dolgozott természetfeletti ügyekre specializálódott magándetektívként.
|  | Itt a vége a cselekmény részletezésének! |

## Magyarul
- Árnyak csókja; ford. Hodász Eszter; Agave Könyvek, Bp., 2007
- Az alkony ölelése; ford. Hodász Eszter; Agave Könyvek, Bp., 2007
- A holdfény csábítása; ford. Hodász Eszter; Agave Könyvek, Bp., 2007
- Az éjfél simogatása; ford. Hodász Eszter; Agave Könyvek, Bp., 2009
- Misztrál csókja; ford. Hodász Eszter; Agave Könyvek, Bp., 2010
- Fagyos érintés; ford. Hodász Eszter; Agave Könyvek, Bp., 2011
- Elnyel a sötétség; ford. Hodász Eszter; Agave Könyvek, Bp., 2012
- Isteni vétkek; ford. Hodász Eszter; Agave Könyvek, Bp., 2013
- Borzongató fény; ford. Hodász Eszter; Agave Könyvek, Bp., 2014

## Főszereplők
- Meredith NicEssus hercegnő
- Essus: Merry apja
- Andais: Merry nagynénje, Éj és Sötétség Királynője
- Barinthus: Egykor a tengerek istene, Essus barátja
- Cel: Andais fia, Meredith kuzinja
- Kitto: Félig goblin, félig shide
- Nicca: A királynő, később Merry testőrségének tagja, szeretője.

Merry gyerekeinek apjai:
- Doyle: Meredith NicEssus hercegnő szeretője; erős, nyugodt, megfontolt.
- Fagy
- Sholto
- Galen
- Mistral
- Rhys